# Euproctis butola
Euproctis butola är en fjärilsart som beskrevs av Collenette 1939. Euproctis butola ingår i släktet Euproctis och familjen tofsspinnare. Inga underarter finns listade i Catalogue of Life.